# Maria Iliuț

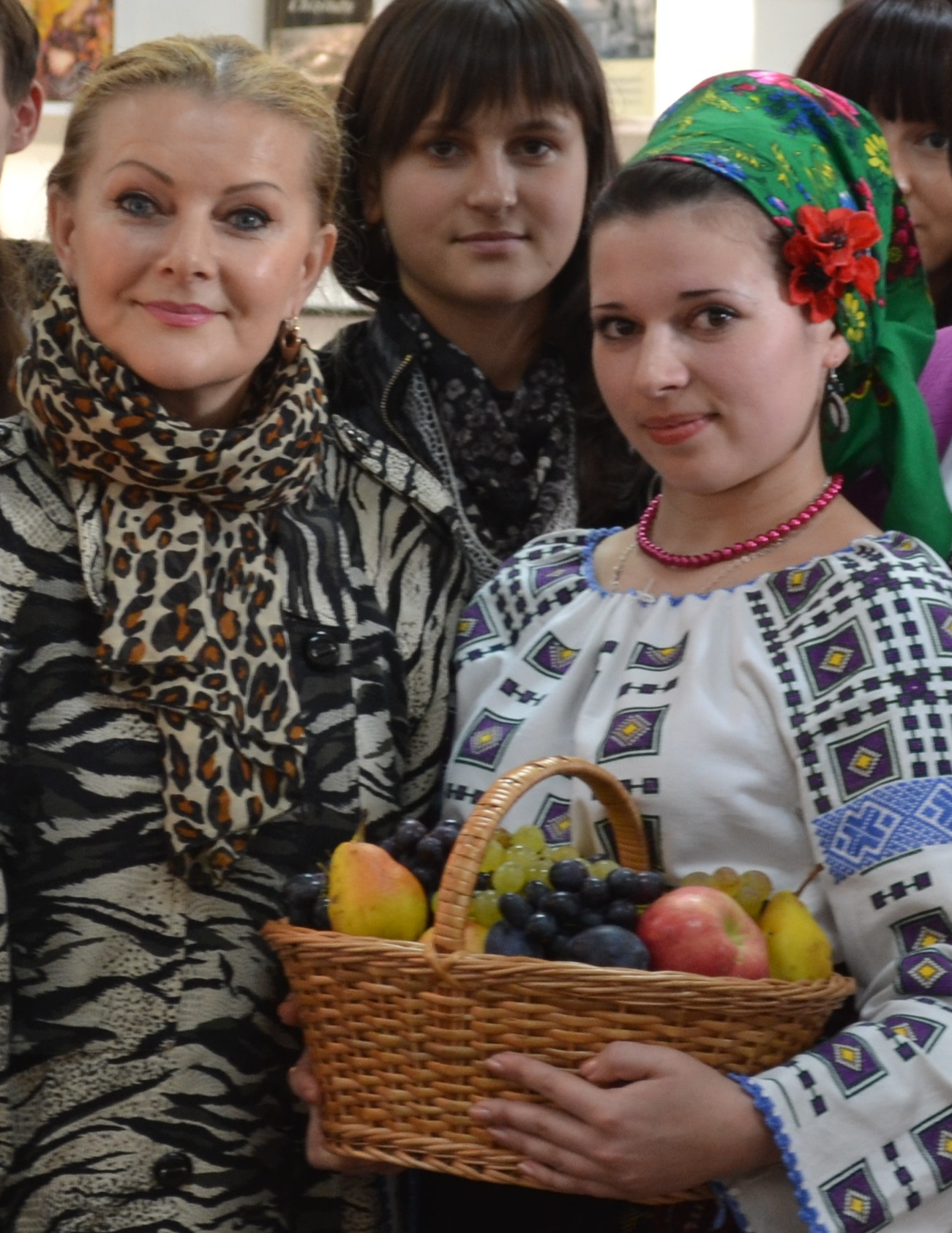
Maria Iliuț (links)

Maria Iliuț (* 23. Februar 1955 in Crasna Ilschi, Oblast Tscherniwzi) ist eine rumänische Folklore-Sängerin.

## Leben
Iliuț sammelte ihre ersten Erfahrungen im Colegiul de Iluminare Culturală in Czernowitz, wo sie in Tanz und  Volksinstrumenten unterrichtet wurde. Es folgte eine Hochschulausbildung am Institut der Künste „Gavriil Musicescu“ (heute Academia de Muzică, Teatru şi Arte Plastice) in Chişinău mit den Schwerpunkten Chorleitung und Gesang. Während ihres Studiums wurde sie durch den Musikethnologen Andrei Tamazlâcaru entdeckt und ab 1983 als Solistin im Folklore-Ensemble „Tălăncuța“ aufgenommen. Es folgten Engagements im Ensemble „Ștefan Vodă“ und „Busuioc moldovenesc“. Seit 1987 ist Iliuț Lehrerin am "Palatul de creație al copiilor" sowie Senior Lecturer an der Fakultät für Bildende Künste der Staatlichen Universität Moldawiens. Bislang arbeitete sie mit Mihai Amihalachioaie, Gheorghe Banariuc, Petre Neamțu, Nelu Laiu, Nicolae Botgros und anderen Musikern zusammen. Iliuț nahm zahlreiche Volkslieder auf, die in Rumänien und Moldawien bekannt sind. Maria Iliuț ist u. a. Preisträgerin des internationalen Gesangs-Wettbewerbs in Drobeta Turnu-Severin (1989), des Wettbewerbs „Cântați cu noi" in Chişinău (1989), des nationalen Folk-Festivals "Șezătoarea" in Fălticeni (1992) und des Festival-Wettbewerb des Hirtenliedes "Miorița" in Târgoviște (1996). Sie unternahm bislang mehrere Tourneen im Ausland und ist Mitglied der Societății Culturale București-Chișinău. Iliut leitet das Folklore-Ensemble Crenguţa de Iederă.
Iliuț lebt getrennt. Aus einer Ehe mit Pavel Tamazlâcaru hat sie einen Sohn.

## Diskografie
- Numai cânt și dor de Bucovina (2004)